# Politique en Gambie
La Gambie est une république multipartite à régime présidentiel, où le Président exerce à la fois les charges de chef de l'État et de chef du gouvernement. Le pouvoir exécutif est aux mains du gouvernement tandis que le pouvoir législatif est partagé entre le gouvernement et le parlement.
La Constitution de 1970, qui divisait le gouvernement en branches indépendantes exerçant respectivement le pouvoir exécutif, législatif et judiciaire, fut suspendue en 1994 après le coup d'État militaire qui a renversé le Président Dawda Jawara, au pouvoir depuis 1970. Un décret de mars 1995 chargea une commission de réviser la Constitution. Le texte élaboré par la commission fut adopté par référendum en août 1996. Il est censé accompagner la transition vers un gouvernement élu au suffrage universel et prévoit un pouvoir présidentiel fort, une assemblée monocamérale, une justice indépendante et la garantie des droits humains.

## Contexte politique
Le Parti progressiste du peuple a dominé le paysage politique de la Gambie de l'indépendance en 1965 au coup d'État de juillet 1994. La Gambie était alors l'une des plus anciennes démocraties multipartites en Afrique avec des élections libres organisées tous les cinq ans (les dernières en 1992). Après la prise de pouvoir par l'armée, les membres de l'ancien parti présidentiel ainsi que les autres anciens officiels, furent tenus à l'écart de la vie politique jusqu'en juillet 2001.
Une élection présidentielle eut lieu en 1996, que le colonel à la retraite Yahya Jammeh remporta avec 56 % des voix. Les élections législatives de janvier 1997 furent dominées par l'Alliance patriotique pour la réorientation et la construction (APRC) qui obtint 33 des 45 sièges à pourvoir. La mise au ban des partis issus de l'époque de Jawara fut levée en 2001 et quatre partis d'opposition officiellement enregistrés participèrent à l'élection présidentielle du 18 octobre 2001 que le Président sortant remporta avec près de 53 % des suffrages. L'APRC conserva sa large majorité à l'Assemblée nationale lors des élections législatives organisées en janvier 2002, qui furent marquées par le boycott du Parti démocratique uni.
En 2005, cinq partis d'opposition s'allièrent sous la bannière de l'Alliance nationale pour la démocratie et le développement, qui rassemblait ainsi la quasi-totalité des forces d'opposition du pays. Le 29 septembre, des élections partielles permirent à l'ANDD de remporter 3 des quatre sièges en jeu. Le 15 novembre, trois chefs de l'ANDD furent arrêtés, dont Halifa Sallah, chef de l'opposition à l'Assemblée nationale. Les 21 et 22 mars 2006, dans un climat de tension précédant l'élection présidentielle, un coup d'État aurait été déjoué. Le Président revint prématurément d'un voyage en Mauritanie, de nombreux officiels de l'armée furent arrêtés tandis que d'autres fuyaient le pays. Les circonstances de cette tentative n'ont pas été élucidées – il a été suggéré que c'était le Président lui-même qui avait orchestré une mise en scène.
Après la réélection Yahya Jammeh en 2006, la Gambie s'enfonce progressivement dans la dictature. Le président est décrié à la fois pour ses eccentricités (il indique qu'il peut soigner lui-même le VIH, il se dit Amiral du Nebraska, etc.) et pour la brutalité de son régime,. De 2005 à 2015, la Gambie se rapproche du statut d'état en déliquescence, selon le Fund for Peace (indice de 82,4 à 85,4). En matière de politique extérieure, la Gambie s'isole, quittant le Commonwealth en 2013 et la Cour pénale internationale en 2016.

## Pouvoir exécutif
| Fonction                         | Nom                  | Parti | Depuis          | Fin |
| -------------------------------- | -------------------- | ----- | --------------- | --- |
| Président de la République       | Adama Barrow         | NPP   | 19 janvier 2017 |     |
| Vice-présidente de la République | Muhammad B.S. Jallow |       | 24 février 2023 |     |

## Pouvoir législatif
L'Assemblée nationale compte 58 membres dont 54 élus pour un mandat de cinq ans et cinq membres nommés. Les députés sont élus au scrutin uninominal majoritaire à un tour dans leur circonscription.

## Vie politique

### Élections législatives du 17 janvier 2002
Les législatives du 17 janvier 2002 ont été boycottées par le Parti démocratique uni (UDP, opposition) d'Ousainou Darboe arguant de fraudes. L'Alliance patriotique pour la réorientation et la construction (APRC, au pouvoir) a largement dominé le scrutin, obtenant 45 des 48 sièges à pourvoir. Le Party Democratic Organization for Independence and Socialism (PDOIS, opposition) remportant deux sièges (dont un siège dans la circonscription du Serrekunda central pour Halifa Sallah) et le National Reconciliation Party (NRP, Parti de la réconciliation nationale) un siège. Cinq députés sont nommés par le président, quatre appartenaient à l'APRC et le dernier était un ancien candidat à la présidentielle.

### Élection présidentielle de septembre 2006
Les résultats de l'élection présidentielle du 22 septembre 2006 présentés par la commission électorale indépendante donnent la victoire au président sortant Yahya Jammeh avec 67 % des voix contre 26,69 % pour Ousainou Darboe (UDP allié au NRP) et 5,98 % pour Halifa Sallah de l'ANDD. La participation était de 58,58 %, soit plus de 390000 personnes.
Ousainou Darboe a refusé de reconnaître la validité des résultats, dénonçant des fraudes de l'APRC de Jammeh.

### Élections législatives du 25 janvier 2007
Des élections législatives ont eu lieu le 25 janvier 2007 pour pourvoir les 48 sièges élus au parlement gambien. Le taux de participation a été de 38 % et l'Alliance patriotique pour la réorientation et la construction a obtenu 42 représentants. Le candidat de l'APRC était même sans opposant dans 5 circonscriptions. L’United Democratic Party (UDP, Parti démocratique uni) obtient 4 sièges et le National Reconciliation Party (NRP, Parti de la réconciliation nationale) un siège. Un candidat indépendant a aussi été élu.

### Élection présidentielle de novembre 2011
Yahya Jammeh est de nouveau élu résident le 24 novembre 2011. Selon les chiffres officiels de la commission électorale indépendante, il recueille 72 % des voix, contre Ousainou Darboe, leader de l'opposition, à 14,5 % et Amath Bah, candidat indépendant, à 8.3 %. Cette fois, la Communauté économique des États de l'Afrique de l'Ouest renonce à envoyer des observateurs indépendants, indiquant que l'opposition a été intimidée, réprimée, et que le parti du président maintient un contrôle inacceptable sur les médias en ligne.

### Élections législatives de 2012
Le parti du président Yahya Jammeh, l'Alliance patriotique pour la réorientation et la construction (APRC) remporta largement les élections, avec quarante-trois sièges au total. Le PRN obtint un siège (celui de la circonscription de Niamina Dankunku), tandis que des candidats sans étiquette remportaient les quatre autres,.
Jammeh avait menacé d'« isoler » les régions où son parti ne remporteraient pas le scrutin - menace qu'il avait prononcée et mise en application lors de précédentes élections. L'élection se déroula en présence d'observateurs de l'Union africaine et du Commonwealth des Nations, dont la Gambie est membre. La commission électorale annonça un taux de participation de 50 % sur l'ensemble des vingt-trois circonscriptions où les citoyens avaient la possibilité de voter.
Six partis d'opposition, dont les deux représentés au Parlement, boycottèrent l'élection. Seul le Parti de la réconciliation nationale (PRN), décida d'y prendre part, avec des candidats dans huit circonscriptions.

### Élection présidentielle de 2016
L'élection présidentielle se déroule le 1er décembre 2016.
En novembre 2016, Yahya Jammeh annonce qu'il se présente à l'élection présidentielle pour un cinquième mandat successif. Il est cependant confronté à une opposition de plus en plus importante à l'intérieur de la Gambie, notamment dans les deux grandes villes du pays, la capitale politique Banjul et la capitale économique Serrekunda.
Yahya Jammeh est battu par Adama Barrow et reconnaît sa défaite dès le lendemain. Cependant, Il refuse de reconnaître le résultat de cette élection présidentielle une semaine après la publication de ces résultats.

## Système de vote
Après l'indépendance, les Gambiens ont mis en place un système de vote avec des billes, en raison du fort taux d'analphabétisation. Après vérification de son identité, un électeur reçoit une bille et l'introduit dans un des bidons au couleur du parti de son choix. Le décompte se fait en ouvrant les bidons et en comptant le nombre de billes.
Ce système est toujours en place, fonctionne assez bien, et les Gambiens reconnaissent en être assez fier.